# Jean van Heijenoort
Jean Louis Maxime Van Heijenoort (Creil (FR), 23 juli 1912 — Mexico-Stad, 29 maart 1986) was een Franse wiskundige, logicus en trotskistisch activist. Hij was van 1932 tot 1939 de persoonlijk secretaris van Lev Trotski en schreef diverse gezaghebbende boeken over de geschiedenis en filosofie van de wiskundige logica.
Van Heijenoort werd geboren in Frankrijk. Zijn vader, een Nederlandse immigrant, overleed toen Jean twee jaar oud was.
In 1932 sloot Van Heijenoort zich aan bij de trotskistische beweging. Al gauw werd hij door Trotski ingehuurd als persoonlijk secretaris en lijfwacht. Hij volgde Trotski naar zijn achtereenvolgende ballingsoorden in Turkije, Frankrijk, Noorwegen en Mexico. Na in 1939 naar New York te zijn verhuisd, werkte hij voor de SWP en werd hij in 1940 verkozen in het secretariaat van de Vierde Internationale. Hij verliet de Internationale echter nog hetzelfde jaar na een conflict waarbij enkele van zijn medestanders uittraden. In 1947 werd hij uit de SWP gestoten; het jaar daarop verwierp hij het marxisme in een artikel in het tijdschrift Partisan Review. Omdat hij altijd onder pseudoniem had geschreven, bleef hij buiten schot tijdens de mccarthyistische communistenjacht in de jaren 50.
In 1949 promoveerde Van Heijenoort in de wiskunde aan de New York University. Hij doceerde aldaar wiskunde, later filosofie aan de Columbia-universiteit en Brandeis. Als zijn belangrijkste werk geldt From Frege To Gödel: A Source Book in Mathematical Logic, 1879–1931 (Harvard University Press, 1967), een bundel Engelse vertalingen van klassieke artikelen in de logica, beginnend met Freges Begriffschrift (1879) en eindigend met Gödels Über formal unentscheidbare Sätze der Principia Mathematica und verwandter Systeme I (1931).
Van Heijenoort was tijdens zijn leven viermaal getrouwd en had bij twee van zijn echtgenotes een kind. Ook had hij enige tijd een relatie met de kunstschilderes Frida Kahlo. In 1986 werd hij vermoord door zijn vrouw, van wie hij vervreemd was, tijdens een bezoek aan haar huis te Mexico. Zij pleegde daarop zelfmoord.